# Уилям Дженингс Брайън
Уилям Дженингс Брайън (на английски: William Jennings Bryan) е американски политик от края на XIX и началото на XX век.

## Биография
Израства в Средния Запад и има юридическа практика, отначало в Джексънвил, а след това в Линкълн, Небраска. През 1890 г. е избран за член на Конгреса на САЩ от Демократическата партия. Известен е с красноречието си и със застъпничеството за каузи, които не са много популярни или са старомодни, като например връщането на сребърния паричен стандарт в края на XIX век или креационизма. През 90-те години на XIX век той е представител на Небраска в Конгреса. Става известен с речта си от 1896 г. за „златния кръст“ по въпросите на американската икономика пред Народната популистка партия. На три пъти е кандидат за президент от Демократическата партия: през 1896, 1900 и 1908 г., но не успява да спечели. По това време е и водач на партията. Той е един от първите политици, които обикалят страната и изнасят речи не само по време на предизборните си кампании, но и след това.
През 1899 г. Брайън основава седмичното списание The Commoner, в което призовава към разпускане на тръстовете, по-силно регулиране на железниците и общо взето е поддръжник на движението за реформи на прогресивистите..
В навечерието на Първата световна война Брайън предлага план за разрешаване на международните конфликти чрез арбитраж. На 5 март 1913 г. встъпва в длъжност Държавен секретар на САЩ в правителството на Удроу Уилсън и остава на този пост до 9 юни 1915 г. Като външен министър сключва 28 договора с различни страни, според които евентуален конфликт с тях трябва да се реши с арбитраж. Този пацифизъм на Брайън влиза в противоречие с антигерманската позиция на САЩ и води до оставката му през 1915 г.
Брайън поддържа въвеждането на сух закон. Друга негова сфера на дейност е противодействието на преподаването на теорията на еволюцията.